# Bell H-12
Bell R-12 (Model 48), kasneje Bell H-12 je bil enomotorni batnognani večnamenski helikopter, ki ga je razvil ameriški Bell Helicopter v 1940ih. Sprva so zgradili dva prototipa z oznako "XR-12", ki sta imela 5 sedežev in jih je poganjal 540 konjski zvezdasti motor Pratt & Whitney R-1340-AN-1. Kasneje so zgradili večjega "XR-12B", ki je imel 10 sedežev in ga je poganjal 600 konjski zvezdasti motor Pratt & Whitney R-1340-55. Oba helikopterja so kasneje po maloserijski proizvodnji preklicali.

## Specifikacije(XR-12B)
Podatki iz Bell Aircraft since 1935
Splošne značilnosti
- Posadka: 1
- Število sedežev: 9
- Dolžina: 56 ft 9 in (17,30 m)
- Višina: 11 ft 3,25 in (3,4354 m)
- Bruto teža: 6.286 lb (2.851 kg)
- Pogon letala: 1 × Pratt & Whitney R-1340-55 Wasp 9-valjni zračnohlajeni zvezdasti motor, 600 hp (450 kW)
- Premer glavnega rotorja:  47 ft 6 in (14,48 m)
- Površina glavnega rotorja: 1.772 sq ft (164,6 m2)

Zmogljivost
- Maks. hitrost: 105 mph (169 km/h; 91 kn)
- Potovalna hitrost: 90 mph (78 kn; 145 km/h)
- Doseg: 300 mi (261 nmi; 483 km)
- Višina leta (servisna): 12.800 ft (3.901 m) service ceiling

  - Najvišja višina leta: 15.000 ft (4.572 m)